# Aouze
Aouze é uma comuna francesa na região administrativa do Grande Leste, no departamento de Vosges. Estende-se por uma área de 11.21 km², e possui 197 habitantes, segundo o censo de 2018, com uma densidade de 18 hab/km².